# Liste von Persönlichkeiten der Stadt Schmallenberg
In der Liste der Persönlichkeiten der Stadt Schmallenberg werden diejenigen Personen aufgenommen, die in dem Gebiet der heutigen Stadt Schmallenberg geboren wurden oder verstarben und im enzyklopädischen Sinn von Bedeutung sind. Des Weiteren diejenigen, die vor Ort gewirkt haben oder das Ehrenbürgerrecht bzw. den Ehrenring halten haben.

## Söhne und Töchter der Stadt
Aufgeführt sind Personen, die in Schmallenberg geboren sind.

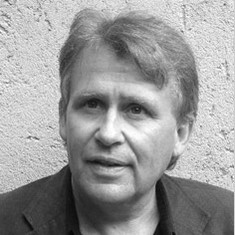
Norbert Abels

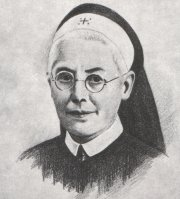
Theresia Albers

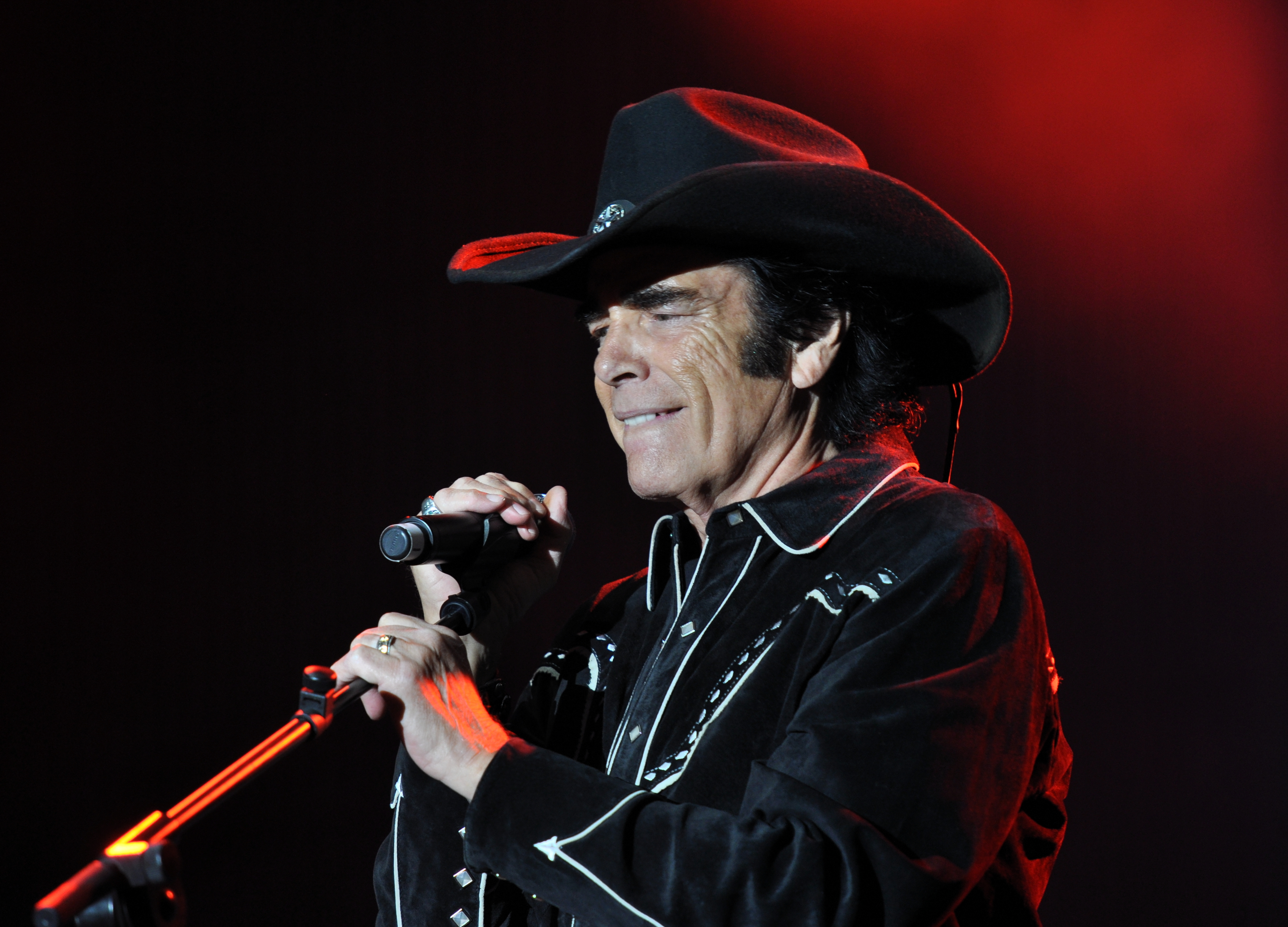
Tom Astor

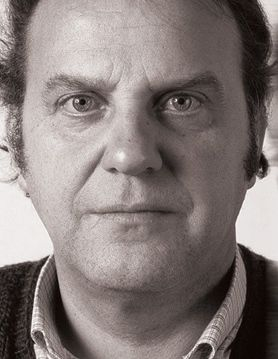
Hermann Falke

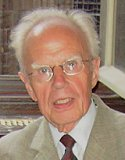
Joseph Grobe

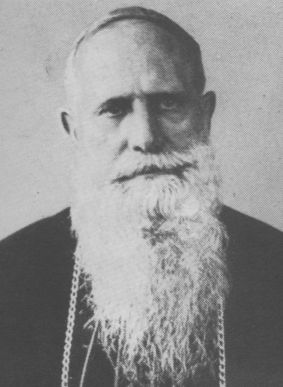
Franziskus Hennemann

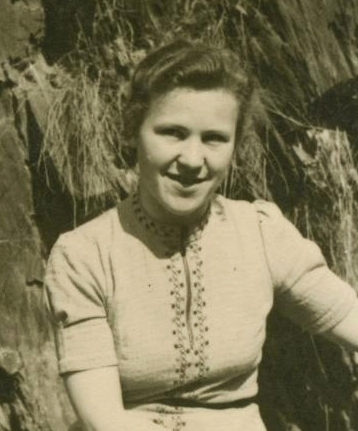
Hedwig Jungblut-Bergenthal

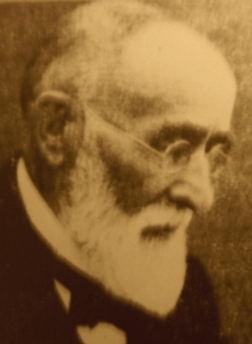
Heinrich Knoche

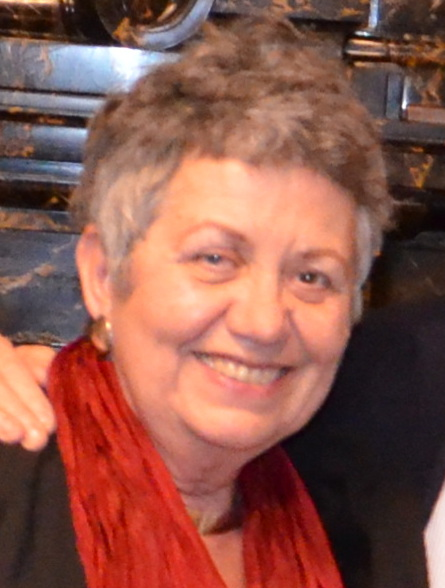
Margret Mönig-Raane

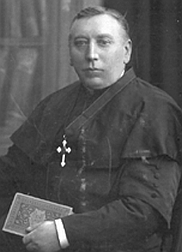
Franz Schauerte

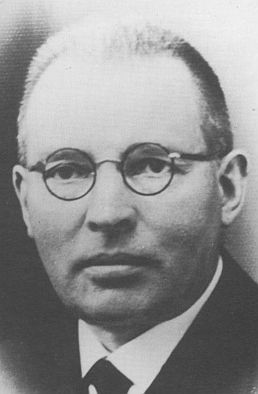
Heinrich Schauerte

| Name                       | Geboren | Gestorben | Bemerkungen |
| -------------------------- | ------- | --------- | --- |
| Norbert Abels              | 1953    |           | Publizist, Musiker, Literatur- und Musikwissenschaftler, Chefdramaturg der Oper Frankfurt |
| Theresia Albers            | 1872    | 1949      | Lehrerin und Ordensgründerin |
| Thomas Astan               | 1942    | 2024      | Ordenspriester und Schauspieler |
| Tom Astor                  | 1943    |           | Sänger, Komponist der Schlager- und Country-Szene |
| Theodor Balzer             | 1874    | 1944      | Architekt in Düsseldorf-Oberkassel |
| Julius Bamberger           | 1880    | 1951      | Kaufhausbesitzer in Bremen |
| Louisa Bartel              | 1965    |           | Juristin und Richterin am Bundesgerichtshof |
| Joseph Ernst Berghoff      | 1888    | 1919      | Philologe |
| Rudolf zur Bonsen          | 1886    | 1952      | Verwaltungsjurist und Regierungspräsident |
| Franz Dameris              | 1902    | 1991      | Philosoph und Maler |
| Carl Johann Ludwig Dham    | 1809    | 1871      | Jurist, Politiker und Mitglied der Frankfurter Nationalversammlung 1848/49 |
| Heinrich Döpp-Vorwald      | 1902    | 1977      | Erziehungswissenschaftler, Philosoph, Autor und Hochschullehrer |
| Rupert Erythropel          | 1556    | 1626      | evangelischer Pastor und Ahnherr einer der ältesten hannoverschen Gelehrtenfamilien |
| Albert Falke               | 1922    | 2010      | Unternehmer und Politiker (CDU) |
| Franz Falke                | 1885    | 1951      | Textilunternehmer |
| Hermann Falke              | 1933    | 1986      | Maler und Grafiker |
| Paul Falke                 | 1920    | 1990      | Textilunternehmer und Bürgermeister |
| Johann Leonhard Falter     | ≈1735   | 1807      | Bildhauer und -schnitzer des Barock beziehungsweise des Rokoko |
| Hans Frankenthal           | 1926    | 1999      | wurde mit seinen Eltern von Schmallenberg nach Auschwitz deportiert, überlebte den Holocaust und kehrte trotz des Mordes an seiner Familie nach Schmallenberg zurück                                                              |
| Franz Geueke               | 1887    | 1942      | Journalist und Widerstandskämpfer gegen den Nationalsozialismus |
| Joseph Grobe               | 1931    | 2023      | Chemiker und Hochschullehrer |
| Paul-Heinz Guntermann      | 1930    | 2006      | Referent im Katholischen Auslandssekretariat der Deutschen Bischofskonferenz und war von 1981 bis 1993 dessen Leiter |
| Gottfried Heine            | 1849    | 1917      | Lehrer, Musiker und Autor |
| Josef Hellermann           | 1885    | 1964      | Lehrer, Schulrat und Oberbürgermeister von Recklinghausen sowie Mitglied des Landtags von Nordrhein-Westfalen. |
| Joseph Hengesbach          | 1860    | 1940      | katholischer Publizist |
| Jessica Henkel             | 1978    |           | Radiomoderatorin und Redakteurin |
| Franziskus Hennemann       | 1882    | 1951      | Missionsbischof, 1913 zum Titularbischof von Coptus ernannt, 1933 bis 1949 Bischof von Kapstadt (Südafrika) |
| Christian Hesse            | 1960    |           | Mathematiker und Hochschullehrer |
| Hedwig Jungblut-Bergenthal | 1914    | 1987      | Mundartautorin und Dichterin |
| Matthias Kamann            | 1961    |           | Journalist und Autor |
| Thomas Kemper              | 1951    |           | politischer Beamter; 2005–06 Staatssekretär für Medien und Regierungssprecher in Nordrhein-Westfalen |
| Jörg Kniffka               | 1941    | 2008      | Pfarrer, Theologe, Soziologe und Hochschullehrer |
| Karl Knipschild            | 1935    | 2016      | Politiker und Landtagsabgeordneter |
| Heinrich Knoche            | 1831    | 1911      | Lehrer und Autor |
| Franz Joseph Koch          | 1875    | 1947      | Lehrer und Autor; entwickelte die Koch’sche Fingerlesemethode |
| Johann Rotger Köne         | 1799    | 1860      | Philologe, Lehrer, Autor und Mundartforscher |
| Bernhard Menne             | 1901    | 1968      | Journalist und Publizist, u. a. Chefredakteur der Welt am Sonntag |
| Margret Mönig-Raane        | 1948    |           | letzte Bundesvorsitzende der HBV und anschließend stellvertretende Vorsitzende der Vereinten Dienstleistungsgewerkschaft, Leiterin des ver.di-Bundesfachbereichs Handel, Vizepräsidentin der UNI und Verbandsvorsitzende des VdAK |
| Johann Caspar Nückel       | 1753    | 1814      | Jurist, Ratsherr und Hochschullehrer |
| Christoph Peck             | 1948    | 2011      | Journalist und Redakteur |
| Emericus Quincken          | 1639    | 1707      | Abt des Klosters Grafschaft |
| Godfried Richardi OSB      | 1629    | 1682      | von 1671 bis 1682 Abt im Kloster Grafschaft in Schmallenberg |
| Franz Schäfer              | 1879    | 1958      | Jurist und Hochschullehrer sowie Präsident des Landgerichts Saarbrücken |
| Franz Schauerte            | 1848    | 1910      | Bischöflicher Kommissar in Magdeburg und Autor |
| Günther Schauerte          | 1954    |           | Archäologe, 2011–18 Vizepräsident der Stiftung Preußischer Kulturbesitz |
| Heinrich Schauerte         | 1882    | 1975      | Professor für Religiöse Volkskunde und Erster Vorsitzender des Sauerländer Heimatbundes (1924–1928) |
| Peter Schran               | 1949    |           | TV-Journalist, Filmemacher und Produzent |
| Josef Schüttler            | 1902    | 1972      | Politiker der CDU, Mitglied des Landtages (Baden, 1946–49), Mitglied des Bundestages (1949–60) und Arbeitsminister in Baden-Württemberg (1960–68)                                                                                 |
| Adnan Shaikh               | 1973    |           | Politiker (CDU); seit 2020 Bürgermeister der Stadt Eschborn |
| Carl Siebert               | 1922    | 2012      | Sauerländer Maler, Graveur und Skulpteur |
| Sophie Stecker             | 1864    | 1957      | Unternehmerin; Gründerin und Förderin der Schmallenberger Textilindustrie |
| Alfons Teipel              | 1931    | 2023      | Marineoffizier, zuletzt Flottillenadmiral der Bundesmarine |
| Christine Teipel           | 1621    | 1630      | Opfer der Hexenprozesse in Oberkirchen |
| Heribert Vollmer           | 1964    |           | Informatiker und Hochschullehrer |
| Alfred Voß                 | 1945    |           | Energiewissenschaftler und Hochschullehrer |
| Reinhard J. Voß            | 1949    |           | Historiker, Autor und ehemaliger Generalsekretär der deutschen Sektion von Pax Christi |
| Karl Willeke               | 1875    | 1956      | Lehrer und Autor |
| Johann Benedikt Willmes    | 1743    | 1823      | Jurist, Friedensrichter und Hochschullehrer |

## Persönlichkeiten, die vor Ort gewirkt haben

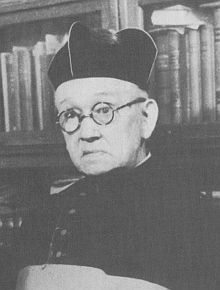
Friedrich Albert Groeteken

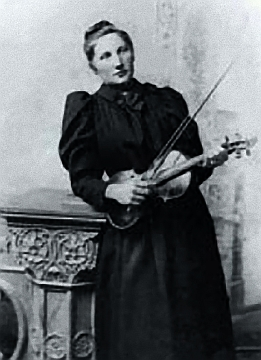
Christine Koch

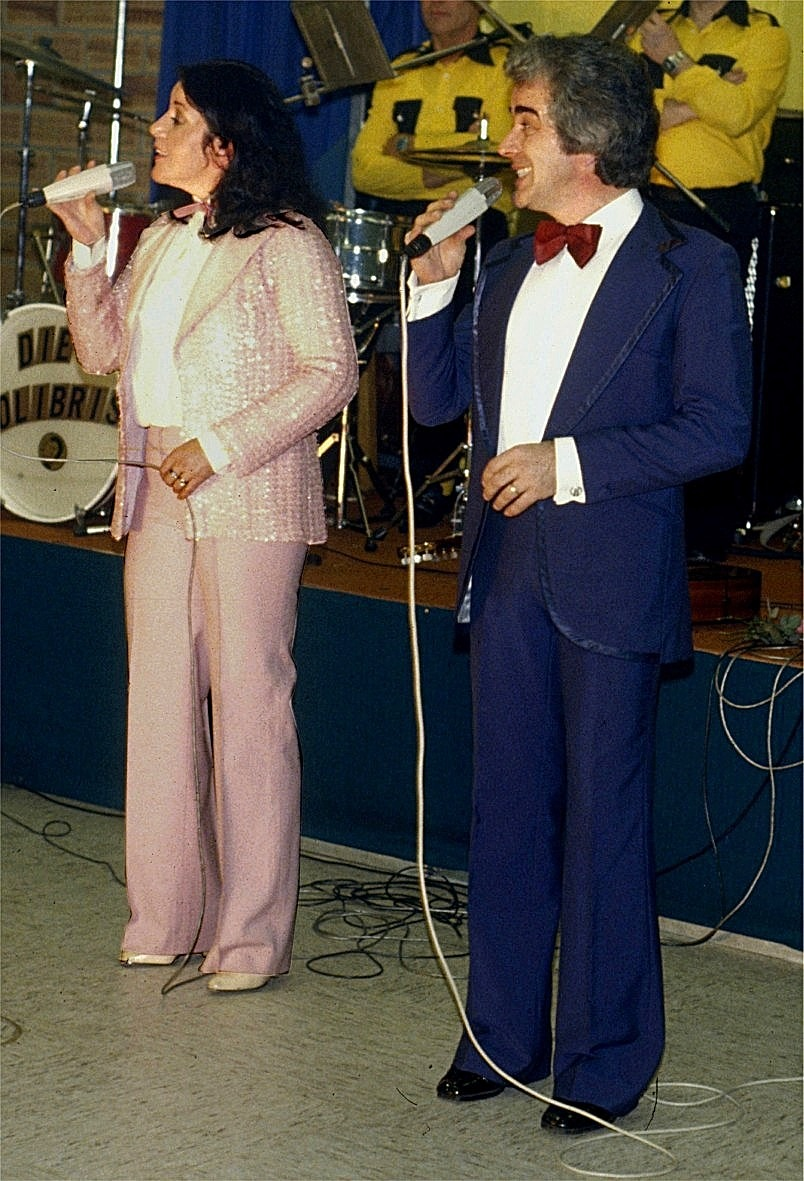
Geschwister Leismann

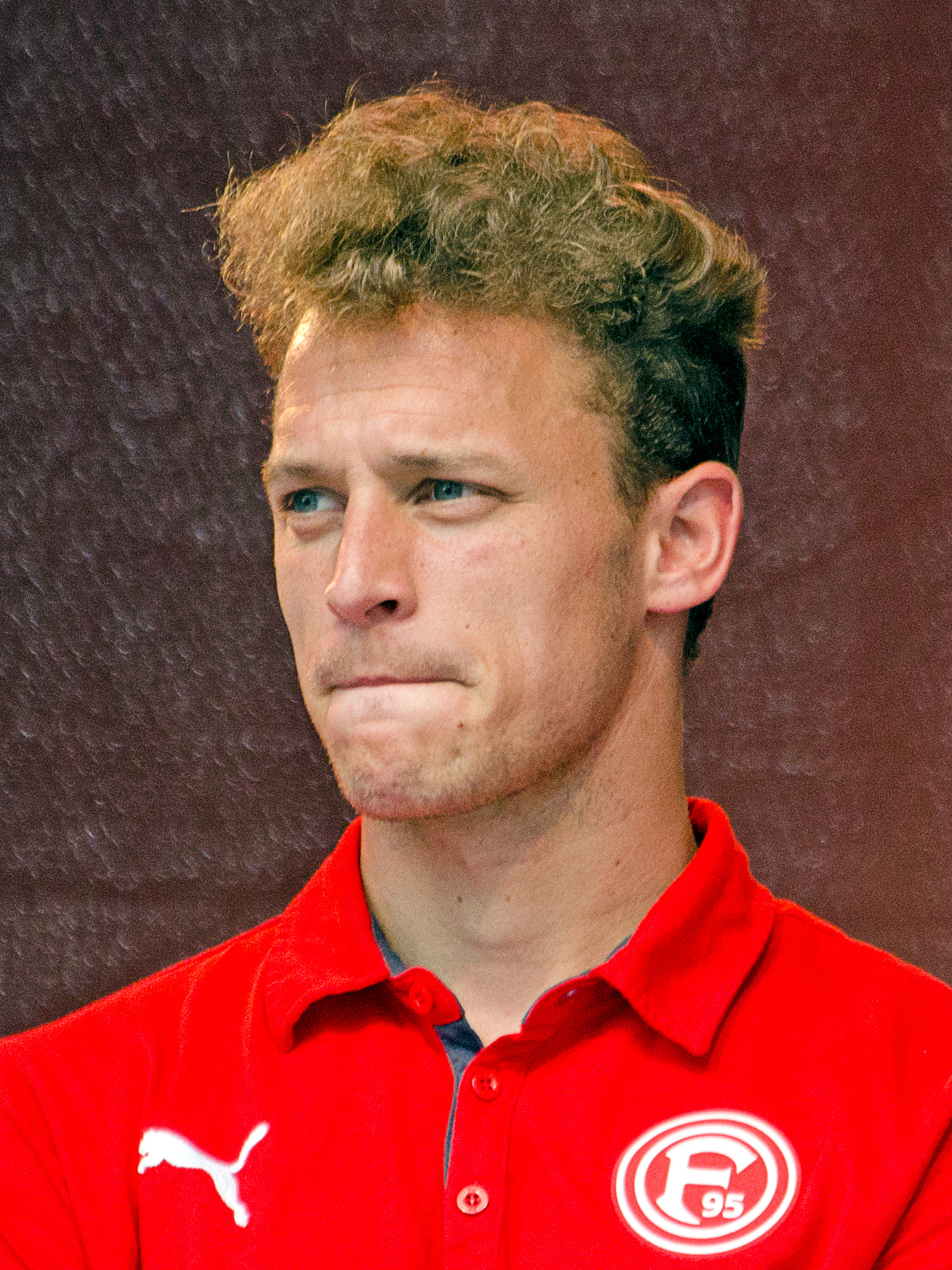
Julian Schauerte

| Name                       | Geboren | Gestorben | Bemerkungen |
| -------------------------- | ------- | --------- | --- |
| Rötger Belke-Grobe         | 1940    | 2007      | Landwirt, Unternehmer und Kommunalpolitiker |
| Friedel Birker             | 1907    | 1969      | lutherischer Pfarrer, Gemeindegründer und Gründer des Martinswerks Dorlar                                                                         |
| Peter von Dörenbach        |         | 1524      | von 1489 bis 1507 Abt des Klosters Grafschaft |
| Matthias Droste            | 1792    | 1864      | katholischer Priester |
| Hinrich Grauenhorst        | 1919    | 1998      | Maler und Holzbildhauer |
| Friedrich Albert Groeteken | 1878    | 1961      | Priester, Autor und Leiter der Höheren Stadtschule in Fredeburg                                                                                   |
| Bernhard Halbe             | 1958    |           | Politiker (CDU); von 1999 bis 2020 Bürgermeister in Schmallenberg                                                                                 |
| Franz Hoffmeister          | 1898    | 1943      | katholischer Priester und Begründer des Sauerländer Heimatbundes                                                                                  |
| Christine Koch             | 1869    | 1951      | Lyrikerin der sauerländischen Mundart. Sie erhielt den Klaus-Groth-Preis (1939) und den Westfälischen Literaturpreis (1944).                      |
| Dieter Köhler              | 1948    |           | Mediziner, Ingenieur und Hochschullehrer, seit 2013 im Ruhestand                                                                                  |
| Renate Leismann            | 1942    | 2016      | Teil des singenden Geschwisterpaares aus dem Bereich des Schlagers und der volkstümlichen Musik                                                   |
| Werner Leismann            | 1936    | 2015      | Teil des singenden Geschwisterpaares aus dem Bereich des Schlagers und der volkstümlichen Musik                                                   |
| Johann Heinrich Montanus   | 1680    | 1743      | katholischer Priester |
| Branka Musulin             | 1917    | 1975      | kroatisch-deutsche Pianistin und Hochschullehrerin                                                                                                |
| Hannah Neise               | 2000    |           | Skeletonpilotin und Olympiasiegerin (2022) |
| Stephan Oppel              | 1973    |           | Orgelbauer in Gellinghausen |
| Jost Pieper                | 1972    |           | Schauspieler, der bis 2018 als Entwicklungshelfer in Afrika tätig war                                                                             |
| Hanna Rademacher           | 1881    | 1979      | Schriftstellerin |
| Dieter Ruddies             | 1921    | 2015      | Kommunalpolitiker und Unternehmer |
| Gertrude Sartory           | 1923    | 2013      | römisch-katholische Theologin, Journalistin und Schriftstellerin                                                                                  |
| Elisabeth Schache          | 1906    | 1999      | Ordensschwester (Schwester Maria Kallista) und Generalprokuratorin der Ordensgemeinschaft der barmherzigen Schwestern vom heiligen Karl Borromäus |
| Julian Schauerte           | 1988    |           | Fußballspieler |
| Karl Schneider             | 1952    |           | Politiker (CDU), Landrat des Hochsauerlandkreises (seit 2005)                                                                                     |
| Alois Schröder             | 1942    |           | katholischer Priester; von 2000 bis 2008 Bundespräses des Kolpingwerks Deutschland                                                                |
| Heinz Schüngeler           | 1884    | 1949      | Musikpädagoge, Pianist und Komponist (Fredeburger Kinderlieder)                                                                                   |
| Michael Soeder             | 1921    | 2008      | Arzt und Schriftsteller |
| Michael Spanner            | ≈1684   | 1742      | Architekt des Barock und Baumeister des Klosters Grafschaft                                                                                       |
| Květoslav Spurný           | 1923    | 1999      | Aerosolforscher und Autor sowie Präsident der Gesellschaft für Aerosolforschung                                                                   |

## Ehrenbürger
Aufgeteilt ist die Liste in die Ehrenbürger der Städte und ehemaligen Gemeinde in dem Gebiet der heutigen Stadt Schmallenberg.

### Ehrenbürger der Stadt Schmallenberg
| Name           | Geboren | Gestorben | Bemerkungen |
| -------------- | ------- | --------- | --- |
| Sophie Stecker | 1864    | 1957      | Fabrikantin; erhielt am 29. August 1953 zur Vollendung ihres 90. Lebensjahres den ersten Ehrenbürgerbrief Schmallenbergs. |
| Paul Falke     | 1920    | 1990      | wurde 1977 das Ehrenbürgerrecht bei seinem 25-jährigen Amtsjubiläum als Bürgermeister verliehen.                          |

### Ehrenbürger der ehemaligen Gemeinde Bödefeld
| Name          | Geboren | Gestorben | Bemerkungen |
| ------------- | ------- | --------- | --- |
| Heinrich Marx | 1885    | 1971      | Pfarrer in Bödefeld und Verfasser der Heimatchronik Ist meine traute Heimat – Chronik des Kirchspiels Bödefeld. Die Gemeinde Bödefeld überreichte ihm für seine Verdienste den Ehrenbürgerbrief. |

### Ehrenbürger der ehemaligen Gemeinde Fleckenberg
| Name            | Geboren | Gestorben      | Bemerkungen |
| --------------- | ------- | -------------- | --- |
| Josef Grimme    | ?       | 10. April 1964 | Geistlicher Rat; ihm wurden anlässlich des 90. Geburtstages am 20. Mai 1958 wegen seiner Verdienste um die Vereinigung der Gemeinde und den Bau einer Kirche die Ehrenbürgerrechte Fleckenbergs verliehen.                       |
| Hedwig Wurmbach | ?       | 31. Juli 1971  | Lehrerin; wurde am 6. März 1971 wegen ihres Einsatzes im sozialen und caritativen Bereich Ehrenbürgerin. Bereits 1963 erhielt sie für ihre kirchlichen Verdienste von Papst Johannes XXIII. den Orden Pro Ecclesia et Pontifice. |

### Ehrenbürger der ehemaligen Gemeinde Grafschaft
| Name        | Geboren | Gestorben | Bemerkungen                                                     |
| ----------- | ------- | --------- | --------------------------------------------------------------- |
| Paul Kloidt | ?       | ?         | Bürgermeister, ihm wurden 1974 die Ehrenbürgerrechte verliehen. |

### Ehrenbürger der ehemaligen Gemeinde Oberkirchen
| Name                 | Geboren | Gestorben | Bemerkungen                                                                             |
| -------------------- | ------- | --------- | --------------------------------------------------------------------------------------- |
| Heinrich Schauerte   | 1882    | 1975      | Professor für Religiöse Volkskunde und Erster Vorsitzender des Sauerländer Heimatbundes |
| Heinrich Himmelreich | ?       | ?         | Bürgermeister (1948–1974); ihm wurden 1974 die Ehrenbürgerrechte verliehen.             |

## Ehrenringträger der Stadt Schmallenberg
Zur Würdigung von Verdiensten, die sich Personen um das Wohl und das Ansehen der Stadt
Schmallenberg erworben haben, stiftet der Rat den Ehrenring und die Verdienstmedaille der Stadt Schmallenberg. Den ersten Ehrenring für die Stadt hat der Künstler Friedrich Becker geschaffen. Ehrenringträger der Stadt Schmallenberg sind (in Klammern Ort und Jahr der Verleihung):
| Name                          | Ort / Datum / Bemerkungen                          |
| ----------------------------- | -------------------------------------------------- |
| Paul Wiethoff                 | Schmallenberg, 1961, Erster Träger des Ehrenrings  |
| Josef Schmidt (Kauken)        | Schmallenberg, 1972                                |
| Paul Bergenthal               | Schmallenberg, 1973                                |
| Elisabeth (Elli) Bellinger    | Schmallenberg, 1975, Erste Trägerin des Ehrenrings |
| Wilhelm Schauerte             | Schmallenberg, 1975                                |
| Heinz Dreher                  | Schmallenberg, 1975                                |
| Paul Falke                    | Schmallenberg, 1975                                |
| Dieter Ruddies                | Fredeburg, 1982                                    |
| Hedwig Jungblut-Bergenthal    | Schmallenberg, 1983                                |
| Albert Falke                  | Schmallenberg, 1983                                |
| Elisabeth Schache             | Kloster Grafschaft, 1983                           |
| Günter Schauerte              | Hilden, 1990                                       |
| Hubert Rötz                   | Schmallenberg, 1990                                |
| Josef Wiegel                  | Schmallenberg, 1990                                |
| Schwester M. Brunhilde Prause | Kloster Grafschaft, 2004                           |
| Marianne Henkel               | Bad Fredeburg, 2004                                |
| Franz-Josef Klauke            | Schmallenberg, 2015                                |
| Franz-Josef Pape              | Schmallenberg, 2015                                |
| Hubert Pröpper                | Schmallenberg, 2015                                |
| Paul Soemer                   | Schmallenberg, 2015                                |
| Alfons Brüggemann             | Schmallenberg, 2020                                |
| Ludwig Poggel                 | Schmallenberg, 2020                                |